# 杉野じんべえ
杉野 じんべえ（すぎの-、1974年9月26日 - ）は、大阪府出身の俳優である。NHK金曜ドラマ「ただいま」が、TVドラマ初出演作品。KBS京都の朝の子ども番組「GOGOポッピン！」の初代歌のお兄さん。現在は映画・ドラマを中心に活動している。所属事務所は戸田恵梨香、三倉茉奈・三倉佳奈（まなかな）を輩したグレース。身長170cm、体重57kg。趣味・特技は、園芸（特に薔薇栽培、野菜）・子供と遊ぶ・読経・木工細工・似顔絵等。
現在、作家・演出家として活動中。

## 出演経歴

### TV
- KBS『GO！GO！ポッピン』歌のお兄さん、『Go on』(西村和彦MC)ゲスト出演、『谷口な夜』(谷口キヨコMC)ゲスト出演
- MBS『払っちゃったのよ』同僚役、『裁きの銀特別編』西畑の部下役、等。
- NHK『芋たこなんきん』編集者役、『ただいま』ディレクター役、『歴史秘話ヒストリア〜私を長崎に連れてって〜』小西行長役、等。
- ABC『ナンバ壱番舘』林正之助役、等。
- CS『WEEKLY NEWS 838』、『START UP！』ニュース司会、『10月の傾斜』早川役 等。

### CM
- イオン『元気一番市』
- 住友不動産『新築そっくりさん』
- 小林製薬『ブレスケア』
- 滋賀銀行『e-BANK』
- 小僧寿し『クリスマスフェア』
- トヨタ自動車(ラジオCM)
- ツーカーフォン関西(ラジオCM) 等。

### CM na
- ファミリーマート『Save the children』
- 任天堂『マリオゴルフGBAツアー』
- カプコン『Rockmanエグゼ4』
- Relax 等。

### 映画
- 幸福のスイッチ岸本役
- 裁きの銀西畑の部役
- ミナミの帝王vol.52店長役 等。

### スチル
- NTT西日本『フレッツ』
- 日進学院 等。

### VP
- 『Panasonic』
- 『JR東海』
- 『オムロン』
- 『動画ステーション』
- 『大阪府営住宅』 等。

## 脚本・演出
- 国際演劇交流セミナー2013 台湾現代劇演出
- 劇団パロディフライ『時の旅人・丑』朝日放送ABCホール 出演：妹尾和夫、桂吉弥 他

等